# Позаченюк, Екатерина Анатольевна
Екатерина Анатольевна Позаченюк (род. 1 октября 1956 или 1956, Оратов, Винницкая область) — советский, украинский и российский учёный, профессор Крымского федерального университета имени В. И. Вернадского, директор Крымского международного ландшафтного центра при КФУ имени В. И. Вернадского, лауреат Государственной премии АРК. Доктор географических наук, профессор.

## Биография
Окончила Симферопольский государственный университет имени М. В. Фрунзе в городе Симферополь по специальности «География» в 1980 году. Екатерина является доктором географических наук по специальности «Конструктивная география и рациональное использование природных ресурсов» (включена в специальность 1.6.12 ВАК РФ). В Крымском федеральном университете им. В.И. Вернадского  с 1988 года на кафедре геоэкологии, с 1994 года — доцент, с 2003 года — профессор.  С 2005 года — заведующая кафедрой физической географии, океанологии и ландшафтоведения. С 2021 года — профессор кафедры физической  географии  и геоморфологии.
Руководитель научной школы конструктивно-ландшафтной географии, зарегистрированной в КФУ им. В.И. Вернадского  в 2015 г.,  академик Крымской академии наук, лауреат Государственной премии Республики Крым, член кафедры ЮНЕСКО (2000-2014 гг.), директор Крымского международного цента. Внесла значительный вклад в развитие ландшафтоведения, конструктивной географии, ландшафтного планирования, экологической и географической экспертизы, геоэкологии. Разработчик нового научного направления конструктивной географии – геоэкспертологии.
Автор 370 научных работ, в том числе 22 монографий и учебных пособий. Выполнила около 150 научно-исследовательских  тем и экологических экспертиз. Участвовала в разработке  18 грантов и проектов международного и федерального уровней (из них в 4-х международных, в 2-х - на уровне руководителя проекта: 7 Рамочная программа ЕС «Up-grade Black Sea Scientific Network (UpGrade BS-SCENE)» (2008-2011); «Development of qualification framework in meteorology (QUALIMET) (2010-2013)). Выполнила   10 проектов федерального уровней (проекты правительства РФ, РФФИ, Российского географического общества (из них   7 - на уровне руководителя проекта). Руководитель 2-х проектов по программе развития КФУ им. В.И. Вернадского: проект К2.8/2015/ЦКЭ1/4;  проект Л/2018/1. Участник многих научно-исследовательских экспедиций в Крыму, Карпатах, Кавказе, острове Змеиный.
Награждена Золотой медалью за интеграцию высшего образования в европейское и всемирное образовательное пространство; Золотой медалью в номинации «Международное сотрудничество учреждений образования и научных организаций»; дипломом менеджера проектов программы TEMPUS за инициативность, творческий поиск, содействие развитию международного сотрудничества; почетными грамотами и благодарностями Республики Крым; почетной грамотой Министерства образования и науки Украины (2009 г.); почетными грамотами Высшей аттестационной комиссии Украины за активное и плодотворное участие в деятельности экспертного совета по географическим наукам ВАК Украины и весомый вклад в государственную систему аттестации научных кадров Украины (2010 г., 2011 г.);  благодарностью Главы Республики Крым (октябрь 2023 г.);  благодарностью Председателя Общественной палаты Республики Крым (11.01.2024 г.);. Победительница национального конкурса «Профессиональный успех-1997» в номинации «Наука и технологии».
Под руководством проф. Позаченюк защищено 10 работ на соискание ученой степени кандидата географических наук.
Ведет большую организационную, экспертную и общественную работу.  Член  учебно-методического объединения вузов РФ по гидрометеорологии; внештатный  эксперт государственной экологической экспертизы РФ; эксперт ФГБНУ «Дирекция научно-технических программ», эксперт Российского фонда фундаментальных исследований; эксперт Министерства науки и высшего образования РФ; эксперт Министерства экологии природных ресурсов Республики Крым; член исполнительного комитета Российского отделения международной ассоциации ландшафтной экологии (IALE-Россия);   председатель ландшафтной комиссии Крымского отделения Русского географического общества.
Организатор и участник международных конференций, посвященных развитию    теоретической и практической географии, включая географическое образование.
Читает дисциплины: Ландшафтоведение; Комплексная географическая и экологическая экспертиза; Ландшафтное планирование; Современные ландшафты;  Ландшафтная экология; Эстетика и дизайн ландшафта; Теоретические и прикладные проблемы  физической географии.

### Основные монографии
1. Позаченюк Е. А. Введение в геоэкологическую экспертизу: междисциплинарный под ход, функциональные типы, объектные ориентации. — Симферополь: Таврия, 1999. — 413 с.
2. Позаченюк Е. А. Экологическая экспертиза: природно-хозяйственные системы. — Симферополь, Таврический экологический институт. — 2003. — 405 с.
3. Позаченюк Е. А., Завальнюк И. В. Экологический аудит территорий (на примере равнинного Крыма). 2006. 16,3 п.л. http://dlc.crimea.edu/imon.gov.ua
4. Позаченюк Е. А. и др. Современные ландшафты Крыма и сопредельных акваторий / Под ред. Е. А. Позаченюк. — Симферополь: «Бизнес-информ», 2009.- 450 с.
5. Позаченюк Е. А., Панкеева Т. В. Геоэкологическая экспертиза административных территорий (Большой Севастополь). — Симферополь, Бизнес-Информ", 2008. — 296с.
6. Позаченюк Е. А. и др. Ландшафтное разнообразие. Крым-2010: Путеводитель билатерального польско-украинского научно-практического полевого семинара / Под общей редакцией Е. А. Позаченюк. — Украина, Симферополь. — 2010. — 156 с.
7. Позаченюк Е. А. и др. Острів Зміїний та шельф: просторово-часова динаміка геоекологічного стану / Под ред. Е. А. Позаченюк. — Симферополь: «Бизнес-информ», 2009.- 300 с.
8. Ветитнев А. М., Григорян Ц. А., Романова Г. М., Романов С. М., Копырин А. С., Кощеев С. В., Сердюкова Н. К., Позаченюк Е. А., Яковенко И. М., Корягина Е. В. Развитие культурно-познавательного туризма на черноморском побережье российской федерации / Сочи, 2015.
9. В. Н. Шарафутдинов, И. М. Яковенко, Е. А. Позаченюк, Е. В. Онищенко Крым: новый вектор развития туризма в россии: монография / В. Н. Шарафутдинов, И. М. Яковенко, Е. А. Позаченюк, Е. В. Онищенко; под ред. В. Н. Шарафутдинова. — М. : ИНФРА-М, 2017. — 364 с. + Доп. материалы [Электронный ресурс; Режим доступа http://www.znanium.com]. — (Научная мысль). — www.dx.doi.org/10.12737/24213.
10. Яковенко И. М., Гуров С. А., Позаченюк Е. А. и др. Туристско-рекреационные паспорта городских округов и районов Республики Крым и города Севастополя / Под редакцией д.г.н., проф. И. М. Яковенко. — Симферополь : ИТ «АРИАЛ», 2017. — 286 с.
11. Горбунова Т. Ю., Позаченюк Е. А. Оценка ландшафтного потенциала Юго-Восточного Крыма для использования систем возобновляемой энергетики — солнечной и ветровой: монография / Т. Ю. Горбунова, Е. А. Позаченюк. — Севастополь: ФИЦ ИнБЮМ, 2019. — 184 с. ISBN 978-56042938-67.
12. Устойчивое развитие территории Сакского муниципального района Республики Крым инструментами ландшафтного планирования [Электронный ресурс]: Монография / Е. А. Позаченюк, И. В. Калинчук, А. Е. Назаренко. – Электрон. дан. – Симферополь : ИТ «АРИАЛ», 2023. – Электрон. версия. https://elibrary.ru/item.asp?id=57976929.
13. Позаченюк Е. А. Подходы к формированию национального ландшафта Красногвардейского муниципального района Республики Крым / Е. А. Позаченюк, И. В. Калинчук, Д. К. Козакевич. – Симферополь : ИТ «АРИАЛ», 2022. – 79 с. - ISBN 978-5-907656-28-4 // eLIBRARY.RU : научная электронная библиотека : сайт. – Москва, 2000. – URL : https://www.elibrary.ru/item.asp?id=49935760

### Учебники и учебные пособия
1. Позаченюк Е. А. Территориальное планирование. — Симферополь, Доля, 2003. — 287 с.
2. Позаченюк Е. А. , Рудык А. Н. Экология и градостроительство. — Симферополь, Доля, 2003. — 168 с.
3. Позаченюк Е. А., Тимченко З. В. Учебное пособие по изучению дисциплины «Водные ресурсы и водное хозяйство Крыма». — Симферополь, Доля, 2003. — 80 с.
4. Соцкова Л. М., Позаченюк К. А., Сірик В.Ф. Гідроекологія: проблеми та перспективи розвитку. Навчальний посібник для студентів природничих спеціальностей вищих навчальних закладів. Сімферополь, КНЦ НАН України і МОН України, 2013. −274 с. С грифом МОН Украины.